# Anita Grandke
Anita Grandke, geborene Frank, (geboren am 11. Juni 1932 in Neuruppin) ist eine deutsche Juristin. Von 1967 bis 1991 hatte sie den Lehrstuhl für Familienrecht an der Humboldt-Universität zu Berlin inne. Zuvor war sie an der gleichen Universität ab 1966 Professorin für Zivil- und Familienrecht. Sie gilt heute als bekannteste Familienrechtlerin der DDR.

## Leben
Anita Grandke wuchs als jüngstes Kind einer Arbeiterfamilie allein mit ihrer Mutter und zwei Schwestern in Neuruppin auf. Ihr Vater war Stellmacher von Beruf und wurde als Soldat im Zweiten Weltkrieg als in Rumänien verschollen betrachtet. Ihre Eltern waren während der Zeit des Nationalsozialismus politisch nicht aktiv, jedoch bis zum Parteiverbot im Jahr 1933 beide in der SPD organisiert.
Nach dem Abitur im Jahr 1950 studierte sie von 1950 bis 1954 Rechtswissenschaften an der Humboldt-Universität zu Berlin. Nach ihrem Studium blieb sie als Assistentin für Zivilrecht an der Universität angestellt, bevor sie 1957 bis 1958 vom Oberbürgermeister Berlins als Richterin am Stadtbezirksgericht Prenzlauer Berg eingesetzt wurde. Dass Grandke bereits nach ihrem Studium an der Universität als Richterin tätig werden konnte, hing damit zusammen, dass 1953 das Referendariat sowie die zweite juristische Prüfung in der DDR abgeschafft wurden. Somit konnten Studierende bereits nach einem vierjährigen Rechtswissenschaftsstudium als Richter praktizieren. Im März 1960 promovierte Grandke mit einer Arbeit im Güterrecht als erste Frau an der Juristischen Fakultät der nach dem Krieg wiedereröffneten Humboldt-Universität.
Anita Grandke ist mit einem Juristen verheiratet, der ebenfalls an der Humboldt-Universität studierte. Das Paar hat drei gemeinsame Kinder. Bis zu ihrer Zwischenprüfung war sie aktive Kanutin der DDR.

## Karriere
Anita Grandke war Mitglied der ersten, 1959 gegründeten Frauenkommission der Humboldt-Universität, der sie bis 1964 als Vorsitzende vorstand. Mit der Kommission begann an der Universität eine Diskussion über die Notwendigkeit und Umsetzung gezielter Maßnahmen der Frauenförderung, die zur Erhöhung des Anteils von Frauen in Forschung und Lehre in allen Statusgruppen und zur Verbesserung der Vereinbarkeit von Beruf und Familie führen sollten.
Ab 1960 arbeitete Grandke als Assistentin und Oberassistentin am Institut für Zivilrecht. 1963 veröffentlichte Grandke einen Aufsatz zum sozialistischen Wohnrecht, der in zwei Teilen in der Fachzeitschrift Neue Justiz erschien. Gemeinsam mit Horst Kellner wurde sie 1964 mit einer Arbeit zum Thema Mietrecht habilitiert, für die sie auch Reisen nach Prag unternahm. Ihre gemeinschaftliche Arbeit sollte ein Entwurf für das zum damaligen Zeitpunkt in Entstehung befindliche Zivilgesetzbuch der DDR werden. Nach der Habilitierung leitete sie bis 1967 die Forschungsgruppe Frauen der Akademie der Wissenschaften der DDR.
Zum 1. Februar 1966 folgte Grandke dem Ruf auf die Professur für Zivil- und Familienrecht an der Humboldt-Universität und wurde zur ordentlichen Professorin ernannt. Damit gehörte Anita Grandke neben Juristinnen wie Carola Schulze, Gertrud Schubart-Fikentscher, Lola Zahn, Wera Thiel und Rosemarie Will zu den ersten Habilitandinnen und Professorinnen im Fach Rechtswissenschaft in Ostdeutschland. Ab 1967 war sie Professorin des Lehrstuhls für Familienrecht. Das 1972 unter ihrer Leitung in einem Autorenkollektiv veröffentlichte Lehrbuch Familienrecht erschien in mehreren Auflagen und galt als Standardwerk. Der Lehrstuhl von Grandke wurde 1991 aufgelöst, jedoch hielt sie bis zu ihrer Emeritierung im Jahr 1994 mit einem befristeten Vertrag als Professorin an der Universität unter anderem Vorlesungen im Familienrecht. Auch nach ihrer Emeritierung publizierte sie Fachbeiträge zum Familienrecht mit Bezug auf die Rechtspraxis in der DDR.
Aufgrund ihrer Expertise äußerte sich Grandke oft in der Presse der DDR wie Neues Deutschland, Neue Zeit und Berliner Zeitung zu Themen des Familienrechts wie auch in den Fachzeitschriften Neue Justiz und Staat und Recht, und nahm als Expertin an der DDR-Fernsehsendung Das Professorenkollegium tagt teil.
Grandke ist eine der porträtierten Juristinnen in der Wanderausstellung Juristinnen in der DDR des Deutschen Juristinnenbundes, die 2011 das erste Mal gezeigt wurde.

## Politik
Grandke war als Mitglied der FDJ in der Leitung des Verbands an der Humboldt-Universität zu Berlin engagiert und beantragte 1954 die Aufnahme in die SED. Nach ihrem Beitritt war sie Mitglied der Frauenkommission beim Politbüro des Zentralkomitees der SED von 1962 bis 1972. Daneben war sie Mitglied im Freien Deutschen Gewerkschaftsbund, in der Gesellschaft für Deutsch-Sowjetische Freundschaft sowie im Demokratischen Frauenbund Deutschlands.
Anita Grandke war außerdem seit seiner Errichtung 1965 stellvertretende Beiratsvorsitzende des wissenschaftlichen Beirats „Die Frau in der sozialistischen Gesellschaft“. Ihre Arbeit in diesem Bereich hatte maßgeblichen Einfluss auf die Ausrichtung der Forschung, wobei ihr Forschungsfokus auf Familie und Ausgestaltung des sozialistischen Familienrechts lag.
Ab 1988 übernahm sie gemeinsam mit Thilo Ramm die Leitung des Arbeitskreises Deutsche Rechtseinheit im Familien- und Jugendrecht, der nach der Wiedervereinigung von der Fritz Thyssen Stiftung in die Arbeitskreisförderung „Deutsche Wiedervereinigung. Die Rechtseinheit“ aufgenommen worden war. Der Arbeitskreis war paritätisch mit Vertretern der DDR und der Bonner Republik besetzt.
Im März 1991 wurde sie in die Kommission zur Erstellung des 5. Familienberichts 1994 berufen. Die Familienberichte der Bundesregierung über die Lage der Familien im Bundesgebiet erscheinen seit 1965 in regelmäßigen  Abständen. Grandke war die erste Rechtswissenschaftlerin und die einzige ostdeutsche Expertin, die in die Kommission berufen wurde. Sie äußerte sich darin kritisch zur Überleitung von Vorschriften des Bürgerlichen Gesetzbuches (BGB), die sie seit langer Zeit als reformbedürftig ansah oder die nach der Wiedervereinigung als verfassungswidrig eingestuft worden waren und schlug Lösungsansätze vor, die im Familiengesetzbuch der DDR (FGB) bereits umgesetzt worden waren. Die Bundesregierung reagierte ablehnend auf diese Feststellungen. Johanna Sander bezeichnet dies in einem Aufsatz in einer Sonderausgabe der Göttinger Rechtszeitschrift rückblickend als „unverständlich“, vor allem im Hinblick auf die Entscheidungen des Bundesverfassungsgerichts, auf die der 5. Familienbericht verwiesen habe.
1977 erhielt sie den Vaterländischen Verdienstorden in Bronze als Teil des „Kollektivs zur Vorbereitung des Arbeitsgesetzbuches“ der DDR, gemeinsam mit Alfred Baumgart, Werner Gerth, Lothar Hummel, Gerhard Kirmse, Frithjof Kunz, Heinz Martin, Joachim Michas und ihrer Kollegin an der Juristischen Fakultät, Wera Thiel.

## Veröffentlichungen
- Anmerkung zum Urteil des KrG Pößneck zu Fragen des Anspruchs von Ehefrauen am gemeinsam während der Ehe erworbenen Vermögens (S. 317) in: Neue Justiz, Berlin 1956.
- Anmerkung zum Urteil des BG Cottbus zur Frage der Entziehung des Pflichtteils des Ehegatten (S. 743) in: Neue Justiz, Berlin 1957.
- Die Rolle des Güterrechts bei der sozialistischen Umwälzung in der DDR. Dissertation, Berlin 1960.
- Vorschläge über die Ausgestaltung eines sozialistischen Wohnrechts. In: Neue Justiz, Berlin 1963.
- Die Rolle des Mietrechts bei der Entwicklung sozialistischer Wohnverhältnisse in der Deutschen Demokratischen Republik. Habilitation, mit Horst Kellner, Berlin 1964.
- Zur Situation und zur Entwicklung der Familien in der DDR. In: Neue Justiz, gemeinsam mit Herta Kuhrig (Mitglied der Forschungsgruppe „Die Frau in der sozialistischen Gesellschaft“) und Wolfgang Weise, Berlin 1965.
- Einige Gedanken zur Theorie des Familienrechts der DDR. In: Festschrift Hans Nathan, Berlin 1966.
- Frau und Wissenschaft: Referate und ausgewählte Beiträge. Berlin 1968.
- Der Verfassungsgrundsatz der Gleichberechtigung von Mann und Frau und seine Verwirklichung. In: Staat und Recht, Berlin 1968.
- Gedanken zur erzieherischen Funktion des Gerichts in Ehesachen. In: Neue Justiz, Berlin 1970.
- Familienrecht: Lehrbuch. Autorenkollektiv unter Leitung von Anita Grandke, Berlin 1972.
- Rechtssoziologische Untersuchungen zur Stabilität von Ehen in der DDR. In: Staat und Recht, gemeinsam mit Klauspeter Orth, Berlin 1972.
- Die Verantwortung de örtlichen Staatsorgane bei der Verwirklichung sozialistischer Familienpolitik. In: Neue Justiz, gemeinsam mit Julius Leymann, Berlin 1973.
- Junge Leute in der Ehe. Mit Illustrationen von Gerhard Vontra, Berlin 1977.
- Zur Wirksamkeit des Erziehungsrechts des FGB. In: Neue Justiz, gemeinsam mit Klauspeter Orth, Wolfgang Rieger und Ilona Stolpe, Berlin 1979.
- Zur Wirksamkeit des Ehescheidungsrechts. In: Neue Justiz, gemeinsam mit Klauspeter Orth und Wolfgang Rieger, Berlin 1980.
- Familienförderung als gesellschaftliche und staatliche Aufgabe. 2. überarbeitete Auflage, Berlin 1981.
- Zur Anwendung des Ehescheidungsrechts. In: Neue Justiz, Berlin 1987.
- Zur Leitung der Familienförderung im Territorium. In: Abhandlungen der Akademie der Wissenschaften der DDR, Berlin 1987.
- Überlegung zur Fristenlösung in der DDR. In: Kritische Justiz, gemeinsam mit Ilona Stolpe, Baden-Baden, 1992.
- Familie und Recht: zum Familienrecht im vereinten Deutschland und zur Bedeutung der Rechtsprechung des Europäischen Gerichtshofes für Wanderungsbewegungen. Mit Thilo Ramm und Hermann Berié, München 1994.
- Hrsg. mit Thilo Ramm, Deutsche Wiedervereinigung: Zur Familienrechtspolitik nach der Wiedervereinigung. Köln 1995.
- Die berufstätige Frau und ihre sozialpolitische Absicherung. In: Arbeits- und Sozialrecht im vereinigten Deutschland gestern, heute und morgen, Berlin 1996.
- Familienpolitik. In: Sozialpolitik in der DDR – Ziele und Wirklichkeit, Berlin 2001.
- Die Entwicklung des Familienrechts in der DDR. Berlin 2010.